# Агиос Космас (дем Гревена)
Агиос Космас или Чирак (на гръцки: Άγιος Κοσμάς; до 1927 Τσιράκι, Цираки) е село в Република Гърция, дем Гревена, административна област Западна Македония.

## География
Селото е разположено на 940 m надморска височина, около 20 km северозападно от град Гревена. Землището му на север граничи с населишкото село Корифи (Бурша).

## История

### В Османската империя
Счита се, че първоначалното име на селището е било Мелидонища (Μελιδόνστα). През XVII век то е опустошено от албански нашествия. Оцелелите семейства основават малко по на юг ново село, което приема името Чирак (Цираки). Селяните намират закрила при албанския големец Омер бей, който в замяна на оказваната защита става техен чифликчия.
В края на XIX век Чирак е гръцко християнско село в Жупанска нахия на Населишката каза на Османската империя. Според статистиката на Васил Кънчов през 1900 година в Чиракъ живеят 105 гърци. Според гръцка атинска статистика от 1910 година Τσιράκι се обитава от 230 православни гърци.
Църквата „Свети Атанасий“, намираща се на 300 метра южно от централната църква, е построена около 1500 година. Едноименната голяма църква „Свети Атанасий“ в центъра на селото е издигната около 1750 година. Освен тях в района на селището има още четири храма - „Свети Козма Етолийски“, построена в 1967 година във византийски стил на входа на селото по инициатива на владиката Августин Кандиотис; „Света Параскева“, малък параклис на два километра северно от селото; параклисът „Свети Николай“ и гробищната базиликална църква „Свети Йоан“, построена в 1972 година от братята Лазос. В църковно отношение е част от Сисанийската и Сятищка епархия.

### В Гърция
През Балканската война в 1912 година в селото влизат гръцки части и след Междусъюзническата в 1913 година Чирак остава в Гърция.
През 1927 година името на селището е сменено на Агиос Космас, в чест на Козма Етолийски (1714 -1779), който за известно време е учителствал в Чирак.
От юли 2008 година в селото е отворен етнографски музей.
Населението произвежда жито, картофи и други земеделски култури, като частично се занимава и със скотовъдство.
| Година    | 1913 | 1920 | 1928 | 1940 | 1951 | 1961 | 1971 | 1981 | 1991 | 2001 | 2011 | 2021 |
| --------- | ---- | ---- | ---- | ---- | ---- | ---- | ---- | ---- | ---- | ---- | ---- | ---- |
| Население | 265  | 263  | 255  | 295  | 241  | 206  | 110  | 153  | 89   | 68   | 49   | 35   |

## Личности
Родени в Агиос Космас
- Георгиос Лазос Вранкас (1867 – 1933), гръцки майстор строител и каменоделец